# Farges
Para el botánico de abreviatura homónima, véase Paul Guillaume Farges.
Farges es una comuna francesa del departamento de Ain, en la región de Auvernia-Ródano-Alpes. Pertenece a la comunidad de comunas del Pays de Gex.

## Demografía
| 365 | 415 | 456 | 480 | 559 | 594 | 779 | 946 |
| Para los censos de 1962 a 1999 la población legal corresponde a la población sin duplicidades (Fuente: INSEE [Consultar]) |     |     |     |     |     |     |     |